# Jamu (Medizin)

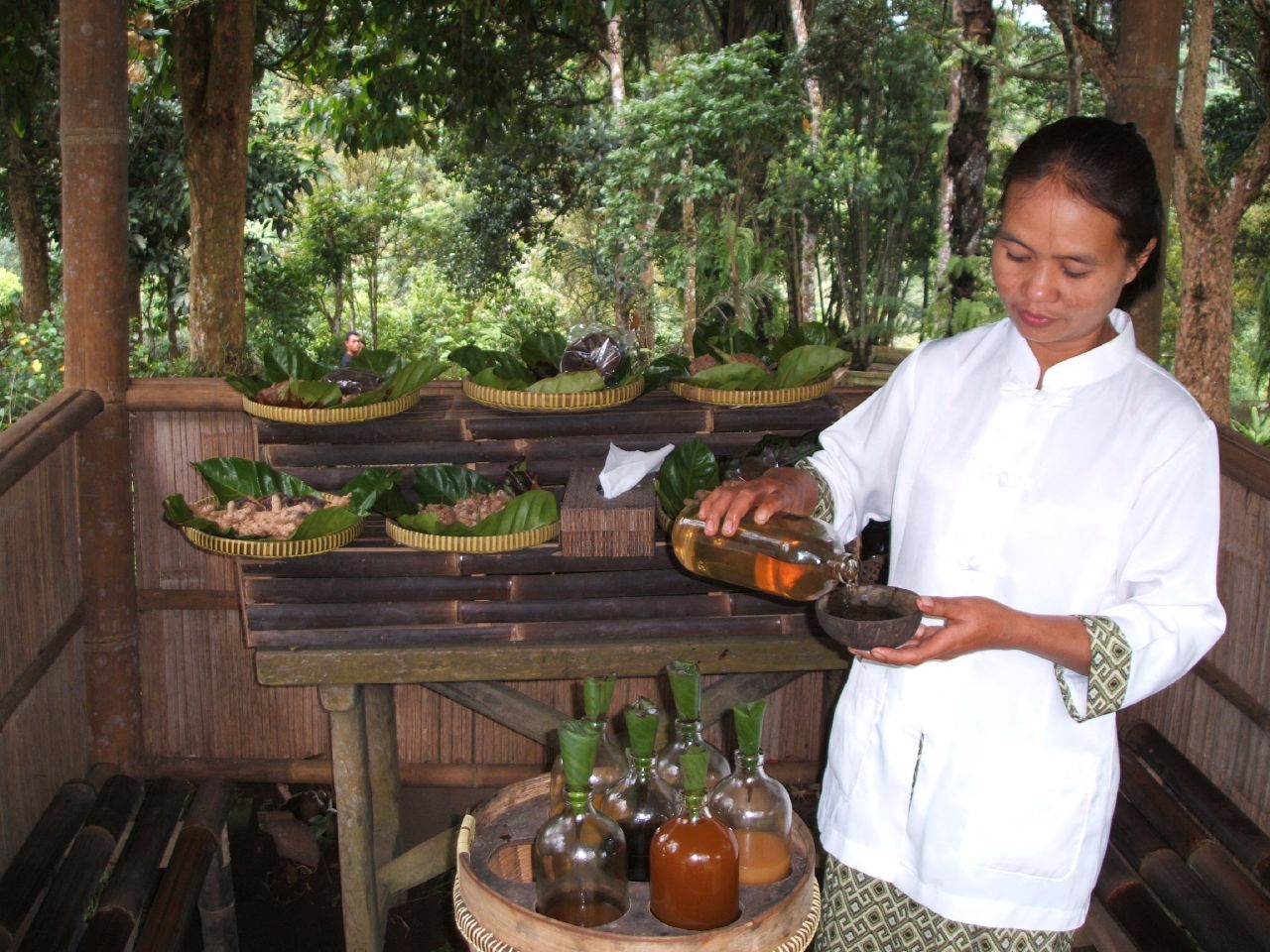
Jamu warung auf Java.

Jamu (früher Djamu) ist eine traditionelle Medizin in Indonesien. Sie ist vorwiegend pflanzlich, aus Naturmaterialien wie Pflanzenteilen, z. B. Wurzeln, Rinde, Blüten, Samen, Blätter und Früchte. Ebenso werden Tierprodukte wie Milch, Honig, Eier von Ayam Kampung-Hühnern und Ziegengalle benutzt.
Jamu wird auf ganz Indonesien benutzt; es ist jedoch auf Java am weitesten verbreitet.
2023 wurde die Jamu-Wellness-Kultur in die UNESCO-Liste des immateriellen Kulturerbes der Menschheit aufgenommen.

## Geschichte
Es wird angenommen, dass Jamu vor etwa 1300 Jahren im Königreich Mataram entstand. Obgleich die indonesischen Traditionen deutliche Einflüsse der indischen Ayurveda-Lehre erkennen lassen, zeichnet sich Indonesien durch seine ausgedehnte Insellandschaft und eine Vielzahl von endemischen Pflanzenarten aus, die in Indien nicht vorkommen und sich auch von den Pflanzenarten Australiens unterscheiden, das jenseits der Wallace-Linie liegt. Daher variiert Jamu regional beträchtlich.

### Historische Nutzung

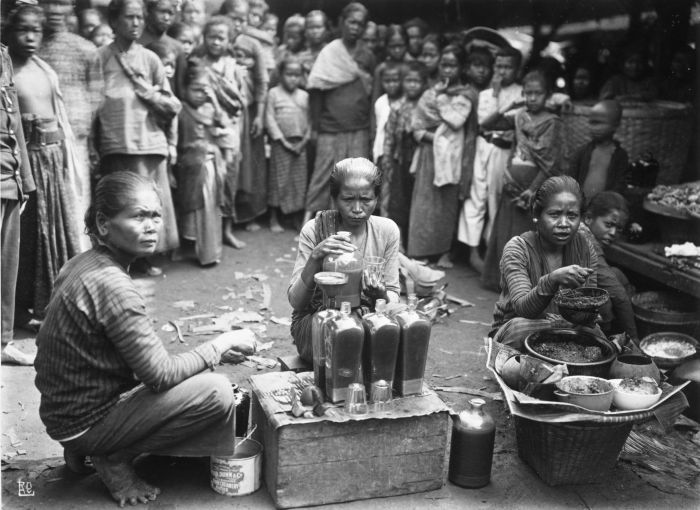
Jamuverkäuferin in Jakarta, ca. 1910.

Jamu wurde und wird auch heute noch von einheimischen Heilern, sogenannten Dukun, verwendet. Es wird jedoch normalerweise von Frauen vorbereitet und verschrieben, die es meist auf den Straßen verkaufen. Im Allgemeinen werden die verschiedenen Jamu-Rezepte nicht niedergeschrieben, sondern von Generation zu Generation überliefert. Einige frühe Handbücher haben aber überlebt: Ein Jamu-Handbuch wurde Anfang des 20. Jahrhunderts von Mrs. Kloppenburg-Versteegh veröffentlicht und in den Haushalten auf den ostindischen Inseln verwendet.
Indonesische Ärzte waren anfangs nicht an Jamu interessiert. Während der zweiten Konferenz des Indonesischen Ärzteverbandes, abgehalten in Surakarta im März 1940, wurden zwei Referate zu dem Thema gehalten. 1944 wurde jedoch während der japanischen Besatzung die Jamu-Kommission gebildet. Während der folgenden Jahrzehnte stieg die Popularität vom Jamu, obwohl Ärzte eher ambivalente Meinungen dazu hatten.

### Forschung
Einer der ersten europäischen Mediziner, die Jamu studierten, war Jacob de Bondt, der im frühen siebzehnten Jahrhundert als Arzt in Batavia, dem heutigen Jakarta, arbeitete. Seine Aufzeichnungen enthalten Informationen über einheimische Medizin. Georg Eberhard Rumpf, der während des frühen achtzehnten Jahrhunderts auf Ambon arbeitete, veröffentlichte mit dem Herbarium Amboinense ein umfangreiches Buch über Kräutermedizin auf den Westindischen Inseln. Während des neunzehnten Jahrhunderts entwickelten europäische Ärzte ein starkes Interesse an Jamu, da sie oft nicht wussten, wie sie die bei ihren Patienten vorgefundenen tropischen Krankheiten behandeln sollten. 1829 veröffentlichte der deutsche Arzt Friedrich August Carl Waitz das Buch Praktische Beobachtungen über einige javanische Arzneimittel. M. Greshoff und W.G. Boorsma führten pharmakologische Untersuchungen der auch in Jamu verwendeten Kräuter im pharmakologischen Labor im botanischen Garten von Bogor durch, resultierend in der Entdeckung und Isolierung einiger Alkaloide.

## Vertrieb und Verwendung

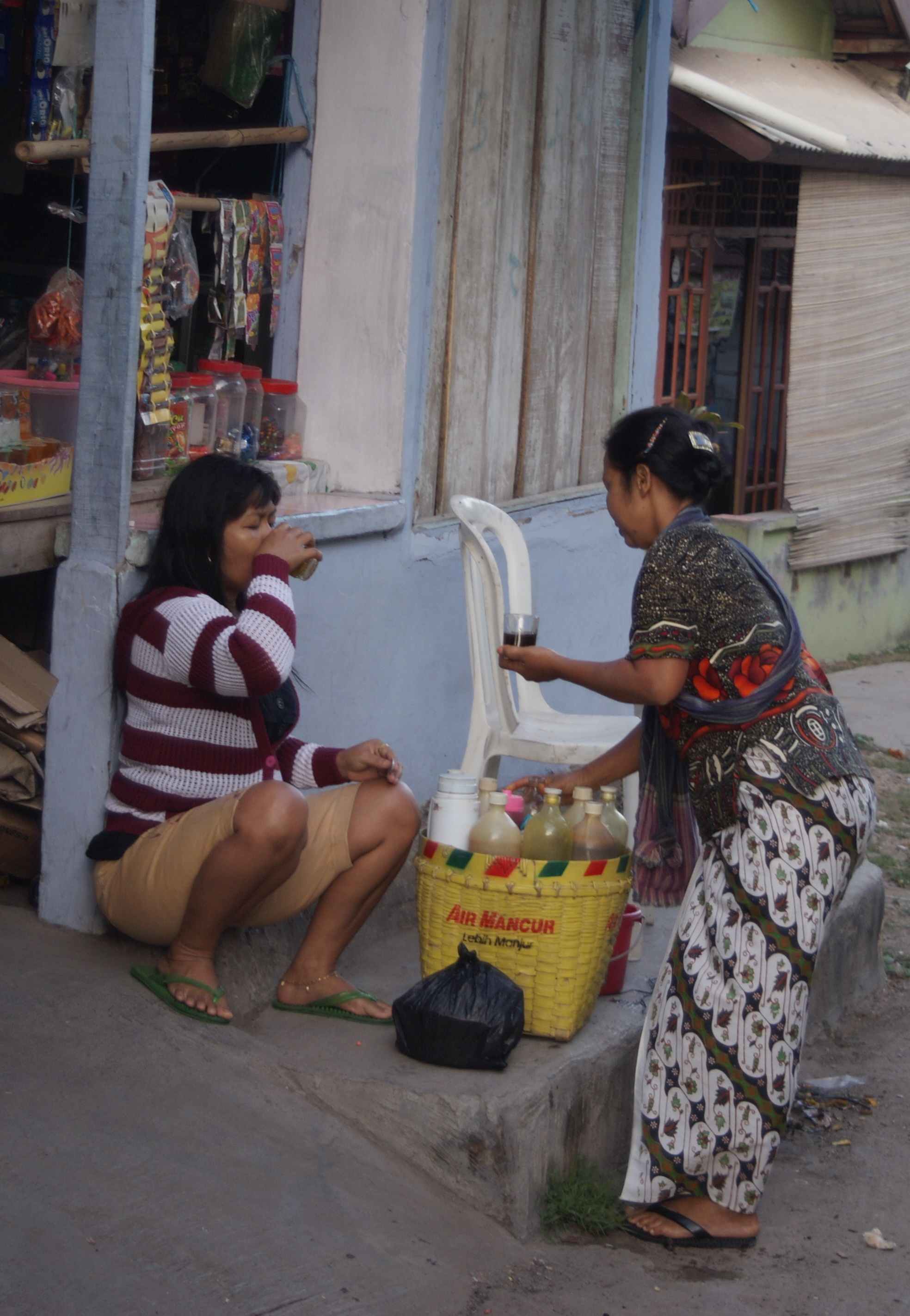
Eine Mbok Jamu verkauft jamu gendong an eine Kundin

Auf Java reist die Mbok Jamu, eine die traditionelle gebatikte Kebaya tragende, junge bis mittelalte Javanesin, mit einem Bambuskorb mit Flaschen mit Jamu auf dem Rücken durch Dörfer und Stadtstraßen, um ihre Produkte der traditionellen Pflanzenmedizin anzubieten. In vielen großen Städten wird Jamu auf der Straße von fliegenden Händlern als ein üblicherweise bitter schmeckendes oder aber mit Honig oder Palmenzucker gesüßtes Getränk verkauft. Die traditionelle Art, Jamu in einem Korb zu tragen, wird Jamu Gendong genannt (wortwörtlich 'getragener Jamu'). Üblich sind auch die auf den Verkauf von Jamus spezialisierten Warung-Zeltverkaufsstände.
Inzwischen wird die Kräutermedizin auch in großem Maßstab in den Fabriken großer Firmen wie Air Mancur, Nyonya Meneer oder Djamu Djago hergestellt und, in Form von Tabletten, Kapseln und Sachets abgepackt, in Drogerien verkauft. Abgepackter und getrockneter Jamu aus Sachets wird vor dem Trinken in heißem Wasser aufgelöst. Es gibt häufig Bedenken wegen der Qualität, Konsistenz und Sauberkeit, nicht nur bei den lokal vertriebenen, sondern auch bei den fabrikmäßig hergestellten Formen.

## Nichtgesundheitliche Zwecke
Es gibt einige nicht gesundheitlich orientierte Nutzungen für Jamu, unter anderen solche zur Steigerung des sexuellen Vergnügens. Es existieren Sorten von Jamu zur Steigerung der männlichen sexuellen Ausdauer, oder um die Vagina der Frauen enger oder trockener zu machen – mit Namen wie „Sari Rapat“ (Essenz der Enge), „Rapat Wangi“ (Eng und Wohlriechend) und sogar „Empot Ayam“ (Eng wie ein Hühnerarsch). Da Indonesien ein mehrheitlich muslimisches Land ist, ist die Verwendung verheirateten Frauen vorbehalten, die damit dem Fremdgehen ihrer Männer vorbeugen wollen.

## Rezepte
Es gibt Hunderte von Kräutern für Jamu-Rezepte, einige davon sind (oft englische Namen)
- Wurzeln
  - Bengle (Zingiber brevifolium)
  - Ingwer (Zingiber officinale)
  - Gewürzlilie (Kaempferia galanga)
  - Kurkuma (Curcuma domestica)
  - Lempuyang (Zingiber zerumbet oder Zingiber aromaticum)
  - Thai-Ingwer (Alpinia galanga)
  - Javanische Gelbwurz (Curcuma xanthorrhiza)
- Blätter
  - Brotowali oder Bratawali (Tinospora crispa oder Tinospora tuberculata rumphii)
  - Sambang Darah (Excoecaria cochinchinensis oder Excoecaria bicolor)
  - Caesalpinia sappan
- Samen
  - Fenchel (Foeniculum vulgare)
- Früchte
  - Physalis angulata
  - Echte Limette (Citrus aurantifolia)
  - Calophyllum inophyllum
- Rinden
  - Indonesischer Zimt (Cinnamomum burmannii)
- Blüten
  - Ylang-Ylang (Cananga odorata)
  - Arabischer Jasmin (Jasminum sambac)

Einige Jamu und die ihnen zugeschriebenen Wirkungen sind
- Jamu Beras Kencur (Gewürzlilie mit Reis) hilft Gliederschmerzen zu verringern,
- Jamu Cabe Puyang (Chili und Ingwerwurzel (Lempoyang oder Zingiber zerumbet)) als Abhilfe bei Steifheit oder Fieber,
- Jamu Kudu Laos um den Blutdruck zu senken, die Blutzirkulation zu verbessern, den Körper zu erwärmen und den Appetit zu steigern,
- Jamu Kunci Suruh gegen Scheidenpilz, um die Vagina zu verengen, Körpergeruch zu unterdrücken, den Uterus und Magen zu verkleinern und die Zähne zu stärken,
- Jamu Kunir Asam (saurer Kurkuma) um den Körper zu kühlen oder die Menstruation zu erleichtern,
- Jamu Pahitan gegen Appetitmangel, Jucken und Diabetes, um Körpergeruch zu unterdrücken, Cholesterin zu senken, gegen Blähungen, Akne und Schwindelgefühl,
- Jamu Uyup-uyup/Gepyokan um die Milchproduktion zu verstärken und den Körper zu kühlen.